# Liste des ponts couverts du comté de Madison
Cet article contient une liste des ponts couverts du comté de Madison dans l'État du Iowa, un état des États-Unis.

## Historique
À l'origine, il existait dix-neuf ponts couvert dans le comté de Madison. Il n'en reste aujourd'hui plus que six.
Sur ces six, cinq sont protégés car inscrit au Registre national des lieux historiques.

## Liste
| Pont couvert           | Nom original             | Localisation | Coordonnées                  | Constructeur | Construction                                                      | Destruction                                      | Protection NRHP | Illus. |
| ---------------------- | ------------------------ | ------------ | ---------------------------- | ------------ | ----------------------------------------------------------------- | ------------------------------------------------ | --------------- | ------ |
| Pont couvert Cedar     | Cedar Covered Bridge     | Winterset    | 41° 21′ 53″ N, 93° 59′ 24″ O | Benton Jones | Pont original : 1883 Second pont : décembre 2003 à septembre 2004 | Pont original : 3 septembre 2002 Second pont : - | 1976 à 2002     |        |
| Pont Cutler-Donahoe    | Cutler–Donahoe Bridge    | Winterset    | 41° 19′ 52″ N, 94° 00′ 31″ O | Eli Cox      | 1870                                                              | -                                                | 1976            |        |
| Pont couvert Hogback   | Hogback Covered Bridge   | Winterset    | 41° 23′ 11″ N, 94° 02′ 51″ O | Benton Jones | 1884                                                              | -                                                | 1976            |        |
| Pont couvert Holliwell | Holliwell Covered Bridge | Winterset    | 41° 19′ 21″ N, 93° 57′ 33″ O | Benton Jones | 1880                                                              | -                                                | 1976            |        |
| Pont couvert Imes      | Imes Bridge              | Winterset    | 41° 17′ 18″ N, 93° 47′ 56″ O | inconnu      | 1870                                                              | -                                                | 1979            |        |
| Pont couvert Roseman   | Roseman Covered Bridge   | Winterset    | 41° 17′ 31″ N, 94° 09′ 05″ O | inconnu      | 1883                                                              | -                                                | 1976            |        |

## Postérité
Les ponts couverts du comté de Madison sont mis en avant dans le roman Sur la route de Madison (1992) de Robert James Waller et apparaît dans son adaptation cinématographique réalisée par Clint Eastwood en 1995. Dans le film, les ponts couverts de Holliwell et de Roseman ont servi de lieux de tournage.